# Basketball-Asienmeisterschaft 2007
Die Basketball-Asienmeisterschaft 2007 (offiziell: FIBA Asia Championship 2007) war die 24. Auflage dieses Turniers und fand vom 28. Juli bis 5. August 2007 in Tokushima, Japan statt. Sie wurde von der FIBA Asien, dem Asiatischen Basketballverband, organisiert. Die beste Mannschaft (außer China, das als Gastgeber der Olympischen Spiele automatisch qualifiziert war) erhielt einen Startplatz bei den Olympischen Spielen 2008.

## Teilnehmer
Insgesamt nahmen 16 Mannschaften an der Asienmeisterschaft 2007 teil, die sich auf unterschiedliche Weise für das Turnier qualifizierten. 
- Japan – als Gastgeber
- Volksrepublik China – als Titelverteidiger

Sieger der regionalen Qualifikationen:
Westasien:
- Iran
- Jordanien
- Libanon
- Syrien

Golfregion:
- Katar
- Saudi-Arabien *
- Vereinigte Arabische Emirate

Zentralasien:
- Kasachstan
- Indien

Ostasien:
- Chinesisch Taipeh – per Wild-Card
- Hongkong
- Südkorea

Südostasien:
- Philippinen
- Indonesien

Saudi-Arabien zog seine Mannschaft zurück und wurde durch  Kuwait ersetzt.
Alle Spiele wurden in zwei verschiedenen Sporthallen in Tokushima gespielt.

## Vorrunde
In der Vorrunde spielten jeweils vier Mannschaften in vier Gruppen gegeneinander. Der Sieger eines Spiels erhielt zwei Punkte, der Verlierer einen Punkt. Die beiden Besten jeder Gruppe erreichten die Gruppenphase. Die Drittplatzierten spielten um die Plätze 9–12. Die Viertplatzierten spielten um die Plätze 13–16.

### Gruppe A
| Platz | Team        | Spiele | Siege | Niederl. | Körbe   | Punkte |
| ----- | ----------- | ------ | ----- | -------- | ------- | ------ |
| 1     | Iran        | 3      | 3     | 0        | 212:191 | 6      |
| 2     | Jordanien   | 3      | 2     | 1        | 216:201 | 5      |
| 3     | Philippinen | 3      | 1     | 2        | 224:233 | 4      |
| 4     | China       | 3      | 0     | 3        | 207:234 | 3      |

| 28. Juli 2007 | China       | – | Jordanien   | 65:78 |
| 28. Juli 2007 | Iran        | – | Philippinen | 75:69 |
| 29. Juli 2007 | Philippinen | – | China       | 79:74 |
| 29. Juli 2007 | Jordanien   | – | Iran        | 54:60 |
| 30. Juli 2007 | Iran        | – | China       | 77:68 |
| 30. Juli 2007 | Philippinen | – | Jordanien   | 76:84 |

### Gruppe B
| Platz | Team    | Spiele | Siege | Niederl. | Körbe   | Punkte |
| ----- | ------- | ------ | ----- | -------- | ------- | ------ |
| 1     | Japan   | 3      | 3     | 0        | 287:181 | 6      |
| 2     | Libanon | 3      | 2     | 1        | 277:200 | 5      |
| 3     | VAE     | 3      | 1     | 2        | 199:283 | 4      |
| 4     | Kuwait  | 3      | 0     | 3        | 175:274 | 3      |

| 28. Juli 2007 | VAE     | – | Japan   | 66:109 |
| 28. Juli 2007 | Libanon | – | Kuwait  | 104:59 |
| 29. Juli 2007 | Kuwait  | – | VAE     | 68:69  |
| 29. Juli 2007 | Japan   | – | Libanon | 77:67  |
| 30. Juli 2007 | VAE     | – | Libanon | 64:106 |
| 30. Juli 2007 | Japan   | – | Kuwait  | 101:48 |

### Gruppe C
| Platz | Team       | Spiele | Siege | Niederl. | Körbe   | Punkte |
| ----- | ---------- | ------ | ----- | -------- | ------- | ------ |
| 1     | Katar      | 3      | 3     | 0        | 268:163 | 6      |
| 2     | Kasachstan | 3      | 2     | 1        | 273:203 | 5      |
| 3     | Indien     | 3      | 1     | 2        | 195:269 | 4      |
| 4     | Indonesien | 3      | 0     | 3        | 164:265 | 3      |

| 28. Juli 2007 | Katar      | – | Indien     | 106:49 |
| 28. Juli 2007 | Kasachstan | – | Indonesien | 107:53 |
| 29. Juli 2007 | Indien     | – | Kasachstan | 74:97  |
| 29. Juli 2007 | Indonesien | – | Katar      | 45:86  |
| 30. Juli 2007 | Indonesien | – | Indien     | 66:72  |
| 30. Juli 2007 | Kasachstan | – | Katar      | 69:76  |

### Gruppe D
| Platz | Team     | Spiele | Siege | Niederl. | Körbe   | Punkte |
| ----- | -------- | ------ | ----- | -------- | ------- | ------ |
| 1     | Südkorea | 3      | 3     | 0        | 281:216 | 6      |
| 2     | Taiwan   | 3      | 2     | 1        | 258:232 | 5      |
| 3     | Hongkong | 3      | 1     | 2        | 252:305 | 4      |
| 4     | Syrien   | 3      | 0     | 3        | 245:283 | 3      |

| 28. Juli 2007 | Südkorea | – | Hongkong | 107:67  |
| 28. Juli 2007 | Syrien   | – | Taiwan   | 66:90   |
| 29. Juli 2007 | Hongkong | – | Syrien   | 104:100 |
| 29. Juli 2007 | Taiwan   | – | Südkorea | 70:85   |
| 30. Juli 2007 | Taiwan   | – | Hongkong | 98:81   |
| 30. Juli 2007 | Syrien   | – | Südkorea | 79:89   |

## Gruppenphase
Nach der Vorrunde spielten jeweils die ersten beiden Mannschaften in den Gruppen E und F um die Plätze 1 bis 8, die beiden letzten Mannschaften in den Gruppen G und H um die Plätze 9 bis 16. In den Gruppen wurde eine einfache Runde jeder gegen jeden gespielt. 

### Gruppe E
| Platz | Team    | Spiele | Siege | Niederl. | Körbe   | Punkte |
| ----- | ------- | ------ | ----- | -------- | ------- | ------ |
| 1     | Libanon | 3      | 3     | 0        | 267:192 | 6      |
| 2     | Iran    | 3      | 2     | 1        | 231:233 | 5      |
| 3     | Katar   | 3      | 1     | 2        | 242:259 | 4      |
| 4     | Taiwan  | 3      | 0     | 3        | 202:158 | 3      |

| 31. Juli 2007  | Iran    | – | Taiwan  | 76:64 |
| 31. Juli 2007  | Libanon | – | Katar   | 90:68 |
| 1. August 2007 | Taiwan  | – | Libanon | 64:95 |
| 1. August 2007 | Katar   | – | Iran    | 87:95 |
| 2. August 2007 | Katar   | – | Taiwan  | 87:74 |
| 2. August 2007 | Iran    | – | Libanon | 60:82 |

### Gruppe F
| Platz | Team       | Spiele | Siege | Niederl. | Körbe   | Punkte |
| ----- | ---------- | ------ | ----- | -------- | ------- | ------ |
| 1     | Kasachstan | 3      | 2     | 1        | 241:240 | 5      |
| 2     | Südkorea   | 3      | 2     | 1        | 236:223 | 5      |
| 3     | Japan      | 3      | 1     | 2        | 239:254 | 4      |
| 4     | Jordanien  | 3      | 1     | 2        | 215:214 | 4      |

| 31. Juli 2007  | Jordanien  | – | Südkorea   | 65:70 |
| 31. Juli 2007  | Japan      | – | Kasachstan | 85:93 |
| 1. August 2007 | Kasachstan | – | Jordanien  | 73:82 |
| 1. August 2007 | Südkorea   | – | Japan      | 93:83 |
| 2. August 2007 | Kasachstan | – | Südkorea   | 75:73 |
| 2. August 2007 | Jordanien  | – | Hongkong   | 68:71 |

### Gruppe G
| Platz | Team        | Spiele | Siege | Niederl. | Körbe   | Punkte |
| ----- | ----------- | ------ | ----- | -------- | ------- | ------ |
| 1     | Philippinen | 3      | 3     | 0        | 300:227 | 6      |
| 2     | Syrien      | 3      | 2     | 1        | 314:230 | 5      |
| 3     | Kuwait      | 3      | 1     | 2        | 199:266 | 4      |
| 4     | Indien      | 3      | 0     | 3        | 191:281 | 3      |

| 31. Juli 2007  | Philippinen | – | Syrien      | 93:69  |
| 31. Juli 2007  | Kuwait      | – | Indien      | 72:68  |
| 1. August 2007 | Indien      | – | Philippinen | 69:104 |
| 1. August 2007 | Syrien      | – | Kuwait      | 109:69 |
| 2. August 2007 | Philippinen | – | Kuwait      | 89:58  |
| 2. August 2007 | Indien      | – | Syrien      | 54:105 |

### Gruppe H
| Platz | Team       | Spiele | Siege | Niederl. | Körbe   | Punkte |
| ----- | ---------- | ------ | ----- | -------- | ------- | ------ |
| 1     | China      | 3      | 3     | 0        | 295:171 | 6      |
| 2     | Indonesien | 3      | 2     | 1        | 211:261 | 5      |
| 3     | Hongkong   | 3      | 1     | 2        | 234:238 | 4      |
| 4     | VAE        | 3      | 0     | 3        | 270:158 | 3      |

| 31. Juli 2007  | China      | – | Hongkong   | 93:69  |
| 31. Juli 2007  | VAE        | – | Indonesien | 81:83  |
| 1. August 2007 | Indonesien | – | China      | 47:102 |
| 1. August 2007 | Hongkong   | – | VAE        | 87:64  |
| 2. August 2007 | China      | – | VAE        | 100:55 |
| 2. August 2007 | Indonesien | – | Hongkong   | 81:78  |

## Finalrunde

### Modus
Die beiden besten aus den Gruppen E und F spielten im K.-o.-System um die Plätze 1 bis 4. Die Dritt- und Viertplatzierten aus den Gruppen E und F spielten im K.-o.-System um die Plätze 5 bis 8. 
Die Sieger der Gruppen G und H spielten um Platz 9, die Zweitplatzierten um Platz 11, die Drittplatzierten um Platz 13 und die letzten der Gruppen G und H um Platz 15.

### Plätze 1 bis 4
|  | Halbfinale     | Halbfinale     |                |    | Finale         | Finale         |
|  |                |                |                |    |                |                |
|  | Kasachstan     | 62             |                |    |                |                |
|  | Iran           | 75             |                |    |                |                |
|  | 4. August 2007 |                |                |    |                |                |
|  |                |                | 5. August 2007 |    |                |                |
|  | Iran           | 74             |                |    |                |                |
|  |                | Libanon        | 69             |    |                |                |
|  |                |                |                |    |                |                |
|  | 3. Platz       |                |                |    |                |                |
|  | 4. August 2007 | 4. August 2007 | Kasachstan     | 76 |                |                |
|  | Libanon        | 76             | Südkorea       | 80 |                |                |
|  | Südkorea       | 74             |                |    | 5. August 2007 | 5. August 2007 |

### Plätze 5 bis 8
|  | Platzierungsspiele | Platzierungsspiele |                 |    | 5. und 6. Platz | 5. und 6. Platz |
|  |                    |                    |                 |    |                 |                 |
|  | Japan              | 80                 |                 |    |                 |                 |
|  | Taiwan             | 85                 |                 |    |                 |                 |
|  | 15. August 2007    |                    |                 |    |                 |                 |
|  |                    |                    | 16. August 2007 |    |                 |                 |
|  | Taiwan             | 74                 |                 |    |                 |                 |
|  |                    | Jordanien          | 97              |    |                 |                 |
|  |                    |                    |                 |    |                 |                 |
|  | 7. und 8. Platz    |                    |                 |    |                 |                 |
|  | 15. August 2007    | 15. August 2007    | Japan           | 82 |                 |                 |
|  | Katar              | 67                 | Katar           | 86 |                 |                 |
|  | Jordanien          | 77                 |                 |    | 16. August 2007 | 16. August 2007 |

### Plätze 9 bis 16
| Spiel um Platz 9  | 4. August 2007 | Philippinen | – | China      | 78:76  |
| Spiel um Platz 11 | 4. August 2007 | Syrien      | – | Indonesien | 108:79 |
| Spiel um Platz 13 | 4. August 2007 | Kuwait      | – | Hongkong   | 66:72  |
| Spiel um Platz 15 | 4. August 2007 | Indien      | – | VAE        | 82:77  |

## Endstände
| Rang | Team                         | Siege:Niederl. |
| ---- | ---------------------------- | -------------- |
| 1    | Iran                         | 7:1            |
| 2    | Libanon                      | 6:2            |
| 3    | Südkorea                     | 6:2            |
| 4    | Kasachstan                   | 4:4            |
| 5    | Jordanien                    | 5:3            |
| 6    | Chinesisch Taipeh            | 3:5            |
| 7    | Katar                        | 5:3            |
| 8    | Japan                        | 4:4            |
| 9    | Philippinen                  | 5:2            |
| 10   | Volksrepublik China          | 3:4            |
| 11   | Syrien                       | 3:4            |
| 12   | Indonesien                   | 2:5            |
| 13   | Hongkong                     | 3:4            |
| 14   | Kuwait                       | 1:6            |
| 15   | Indien                       | 2:5            |
| 16   | Vereinigte Arabische Emirate | 1:6            |

Die Mannschaft des Iran qualifizierte sich für die Olympischen Spiele 2008. Libanon und Südkorea qualifizierten sich für das olympische Qualifikationsturnier in Athen.

## Individuelle Statistiken

### Punkte
| Gesamt | Gesamt           | Gesamt | pro Spiel | pro Spiel        | pro Spiel    |
| Platz  | Name             | Anzahl | Platz     | Name             | Durchschnitt |
| ------ | ---------------- | ------ | --------- | ---------------- | ------------ |
| 1      | Michael Madanly  | 232    | 1         | Michael Madanly  | 33,1         |
| 2      | Fadi El Chatib   | 218    | 2         | Fadi El Chatib   | 27,3         |
| 3      | Hsin-An Chen     | 145    | 3         | Hsin-An Chen     | 18,1         |
|        | Rasheim Wright   | 145    |           | Rasheim Wright   | 18,1         |
| 5      | Anton Ponomarjow | 141    | 5         | Anton Ponomarjow | 17,8         |

### Rebounds
| Gesamt | Gesamt              | Gesamt | pro Spiel | pro Spiel           | pro Spiel    |
| Platz  | Name                | Anzahl | Platz     | Name                | Durchschnitt |
| ------ | ------------------- | ------ | --------- | ------------------- | ------------ |
| 1      | Hamed Hadadi        | 77     | 1         | Wissam Yakoub Tamer | 10,6         |
| 2      | Wissam Yakoub Tamer | 74     | 2         | Hamed Hadadi        | 9,6          |
| 3      | Ha Seung-jin        | 73     | 3         | Ha Seung-jin        | 9,1          |
| 4      | Joseph Vogel        | 71     | 4         | Joseph Vogel        | 8,9          |
| 5      | Michael Madanly     | 57     | 5         | Jackson Vroman      | 8,1          |
|        | Anton Ponomarjow    | 57     |           |                     |              |
|        | Jr Sakuragi         | 57     |           |                     |              |

### Assists
| Gesamt | Gesamt          | Gesamt | pro Spiel | pro Spiel       | pro Spiel    |
| Platz  | Name            | Anzahl | Platz     | Name            | Durchschnitt |
| ------ | --------------- | ------ | --------- | --------------- | ------------ |
| 1      | Sambhadji Kadam | 28     | 1         | Sambhadji Kadam | 4            |
| 2      | Osama Daghles   | 25     | 2         | Osama Daghles   | 3,1          |
| 3      | Kim Seung-hyun  | 23     |           | Chi Ho Poon     | 3,1          |
| 4      | Yang Dong-geun  | 23     | 4         | Kim Seung-hyun  | 2,9          |
| 5      | Chi Ho Poon     | 22     | 5         | Yang Dong-geun  | 2,9          |

### Steals
| Gesamt | Gesamt           | Gesamt | pro Spiel | pro Spiel        | pro Spiel    |
| Platz  | Name             | Anzahl | Platz     | Name             | Durchschnitt |
| ------ | ---------------- | ------ | --------- | ---------------- | ------------ |
| 1      | Sambhadji Kadam  | 16     | 1         | Sambhadji Kadam  | 2,3          |
| 2      | Kei Igarashi     | 14     | 2         | Kei Igarashi     | 1,8          |
| 3      | Abdulrahman Saad | 13     | 3         | Rashed Alrabah   | 1,7          |
| 4      | Rashed Alrabah   | 12     | 4         | Abdulrahman Saad | 1,6          |
|        | Mahdi Kamrany    | 12     |           | Saqer Hasan      | 1,6          |
|        | Yang Dong-geun   | 12     |           | Michael Madanly  | 1,6          |

### Blocks
| Gesamt | Gesamt       | Gesamt | pro Spiel | pro Spiel         | pro Spiel    |
| Platz  | Name         | Anzahl | Platz     | Name              | Durchschnitt |
| ------ | ------------ | ------ | --------- | ----------------- | ------------ |
| 1      | Hamed Hadadi | 11     | 1         | Hamed Hadadi      | 1,4          |
| 2      | Ha Seung-jin | 8      | 2         | Ha Seung-jin      | 1            |
|        | Joseph Vogel | 8      |           | Joseph Vogel      | 1            |
| 4      | Tai-Hao Wu   | 7      | 4         | Ali Takeuchi      | 0,9          |
| 5      | Yasseen Musa | 5      | 5         | Sulaiman Altabakh | 0,7          |
|        | Salem Omer   | 5      |           |                   |              |